# Royero (apellido)
Royero es un apellido de tipo gentilicio toponímico de origen español probablemente del  siglo XII y muy difundido en América a partir del siglo XVI.Es un apellido que puede tener varios significados: "el que lava en una fuente de agua" del latín "Arrugiae" (como sustantivo e Hidrónimo), el que nació, murió,  convivió, conoció  o pasó por pedanías y pueblos con denominaciones  comunes como “El Royo o Arroyo” (como gentilicio); o hasta una planta cuya raíz era utilizada  desde los egipcios por su pigmento rojo llamada roya, o lugar “donde abunda la roya” o el “rojo”  (como toponimia).